# ハワイ東海インターナショナルカレッジ
ハワイ東海インターナショナルカレッジ（英語: Hawaii Tokai International College）は、ハワイ州カポレイに本部を置くアメリカ合衆国の私立大学。1992年創立、1992年大学設置。

## 概要
東海大学の海外教育機関のひとつ。略称は、HTIC（Hawaii Tokai International Collegeから）。
アメリカ合衆国の西地区学校・大学協会にアクレディテーションを受けた法令に基づく正規のジュニア・カレッジである。正規のジュニア・カレッジであるため、アメリカにおける準学士号であるAssociate in Arts Degreeを取得することが出来る。これは日本の短期大学卒相当のレベルであるため、卒業後は東海大学を含む日米、および世界各国の様々な四年制大学編入への道が開かれている。
東海大学は1988年にホノルルに研究機関である「東海大学パシフィックセンター」を開設した。同じ施設内に1992年にアメリカ合衆国の短期大に準拠するHawaii Tokai International College（2241 Kapiolani Boulevard, Honolulu, Hawaii 96826 USA）を開校した。授業はすべて英語で行われている。主に、日本の高校を卒業した学生を受け入れているが、米国を始め、諸外国の学生も在籍する。学生の多くが、卒業後は米国、日本、ヨーロッパ等の４年生大学に編入する。編入協定を持つ大学が米国、日本、ヨーロッパに多数ある。
特に、ハワイ大学との関係は密接であり、ハワイ大学ウエストオアフ校がオアフ西部のカポレイに移転するのをきっかけに、同校と隣接する敷地に新キャンパスの移設を計画、図書館や食堂、その他の施設を両校がシェアし、密接な多文化交流を図る意図で、キャンパスの設計がなされた。新キャンパスは2015年4月に竣工し、同年春学期からカポレイキャンパスでの教育が始まった。

## 沿革
- 1992年 - Tokai International Collegeとして開校。
- 1996年 - 現校名となる。
- 2015年 - キャンパスをオアフ島西部の新興都市、カポレイに移転。キャンパスはハワイ大学ウエストオアフ校に隣接する。

## プログラム
- The Associate in Arts Degree （Liberal Arts Program）
  - Arts
  - Humanities
  - Languages
  - Social Sciences
  - Natural Sciences
  - Mathematics
- College Preparatory Program

- 教養学科
  - 本科；リベラルアーツ・プログラム（芸術学、人文学、言語学、社会科学、自然科学、数学）
  - 予科；大学準備プログラム（基礎、入門、初級、中級、上級）

## 住所
- 91-971 Farrington Hwy, Kapolei Hawaii 96707,U.S.A.

## 関係者
- 坂口憲二 - 俳優、タレント